# Peine de mort au Nouveau-Mexique
La peine de mort n'est plus appliquée dans l'État du Nouveau-Mexique.
De 1979 — date de sa réintroduction — à 2009 — date de son abolition, elle est la peine maximale. Son abolition, sous l'autorité du gouverneur Bill Richardson, n'est toutefois pas rétroactive, les individus condamnés avant l'abolition restent ainsi susceptibles d'être exécutés. Le 29 juin 2019 les deux derniers condamnés à mort de l'état sont graciés; soit près de dix ans après l'abolition de la peine de mort; leurs peines sont par conséquent commuées en emprisonnement perpétuel et incompressible.

## Histoire
Le Nouveau-Mexique utilisa la pendaison jusqu'en 1923, la chaise électrique fut en usage dans cet État 7 fois entre 1933 et 1956, puis la chambre à gaz servit une seule fois en 1960. Puis un moratoire fut observé pendant 41 ans, jusqu'à l'exécution volontaire par injection létale de l'infanticide Terry Clark (en) en 2001 ; deux autres condamnés attendent leur tour dans le couloir de la mort. Les exécutions ont lieu à Santa Fe, capitale de l'État. Le personnel pénitentiaire du Texas voisin fut mis à profit pour aider à l'exécution de Clark.
De tous les États américains ayant la peine de mort, le Nouveau-Mexique était, jusqu'en 2009, le seul à ne pas avoir la perpétuité réelle en alternative à la peine de mort, mais aussi l'un des plus sceptiques quant à l’application de la peine capitale. Le Nouveau-Mexique détient d'ailleurs le pourcentage le plus élevé de condamnations à mort annulées et de personnes reconnues innocentes après leurs condamnations à mort. En 1986, le gouverneur Toney Anaya avait même gracié tous les condamnés avant de quitter ses fonctions, en raison de son opposition au principe de la peine de mort.
À plusieurs reprises, la Chambre des représentants du Nouveau-Mexique a voté en faveur de l'abolition de la peine de mort, mais à chaque fois, le comité judiciaire du Sénat n’a pas donné de suites favorables. La dernière proposition débattue par le Sénat en ce sens avait eu lieu en 2001, et le Sénat avait une nouvelle fois rejeté le projet, à une voix près. En 2009, le comité judiciaire du Sénat a examiné à nouveau cette loi, et l’a acceptée par six voix contre cinq. Le Sénat a ensuite adopté l'abolition de la peine de mort et son remplacement par la peine de prison jusqu'à la mort naturelle. Le gouverneur Bill Richardson, qui était dans le passé un partisan de la peine de mort, avait annoncé peu avant qu'il avait modéré son opinion et laissa planer un faux suspense durant les trois jours que la Constitution lui accorde pour mettre son veto à loi, avant de la signer le mercredi 18 mars 2009.
La loi n'ayant pas d'effet rétroactif, il est toujours possible d'être condamné à mort pour un crime commis avant le 1er juillet 2009 et les deux seuls condamnés à mort dans l'État restent constitutionnellement exécutables,; de plus la peine de mort reste disponible pour les infractions commises par des militaires ou assimilés et définies par le Code of Military Justice de l’État du Nouveau-Mexique telles que l'espionnage, la désertion en temps de guerre ou le meurtre; les infractions punies de mort par ce code sont identiques à celles définies comme telles par l'Uniform Code of Military Justice.
Un sondage fait en février 2009 montre que 67 % des habitants du Nouveau-Mexique répondent positivement à la question « soutenez-vous la peine de mort pour les pires meurtriers ? ».

## Exécutions entre 1979 et 2009
Les exécutions avait lieu à Santa Fe, au Penitentiary of New Mexico (en).
| # | Criminel    | Date            | Méthode(s)       | Crime(s)                                                                              | Gouverneur   |
| - | ----------- | --------------- | ---------------- | ------------------------------------------------------------------------------------- | ------------ |
| 1 | Terry Clark | 6 novembre 2001 | Injection létale | Meurtre en 1986 d'une fillette de neuf ans en lui tirant dessus après l'avoir violée. | Gary Johnson |

Avant l'abolition en 2009, le couloir de la mort de l'État du Nouveau Mexique comptait deux condamnés. Entre 1979 et 2009, onze condamnés ont été graciés dans l'état du Nouveau Mexique.